# Neoaphelomera cristata
Neoaphelomera cristata är en tvåvingeart som beskrevs av Freeman 1951. Neoaphelomera cristata ingår i släktet Neoaphelomera och familjen svampmyggor. Inga underarter finns listade i Catalogue of Life.